# Гептаселенид октависмута
Гептаселени́д октави́смута — бинарное неорганическое соединение
селена и висмута
с формулой Bi8Se7,
кристаллы.

## Получение
- Сплавление стехиометрических количеств чистых веществ:

{\displaystyle {\mathsf {8Bi+7Se\ {\xrightarrow {T}}\ Bi_{8}Se_{7}}}}

## Физические свойства
Гептаселенид октависмута образует кристаллы
тригональной сингонии, пространственная группа P 3m1, параметры ячейки a = 0,422 нм, c = 8,565 нм, Z = 3
.
Соединение образуется по перитектической реакции.